# Arrau
Arrau (Podocnemis expansa) – gatunek żółwia z rodziny Podocnemididae. To największy amerykański żółw z podrzędu żółwi bokoszyjnych.

## Zasięg występowania
Duże rzeki Ameryki Południowej: Orinoko, Amazonka oraz ich bagniste rozlewiska.

## Budowa ciała
Samice są niemal dwa razy większe od samców, a ich karapaks osiąga 80 cm. Masa ciała 25 kg. Przednie kończyny mają 5 palców, a tylne 4. Wszystkie palce są spięte błonami pływnymi. Karapaks jest gładki i średnio wypukły o oliwkowobrązowym ciemnoplamistym ubarwieniu. Głowa, szyja i odnóża brązowe.

## Biologia i ekologia

### Biotop
Słodkie wody dużych rzek i jezior, jedynie samice dla złożenia jaj wychodzą na ląd.

### Odżywianie
Rośliny wodne oraz spadające do wody owoce drzew. Ponadto pokarm zwierzęcy taki jak pisklęta ptaków i drobne ryby.

### Rozmnażanie
Samice w liczbie tysięcy osobników wychodzą na śródrzeczne wyspy, gdzie kiedyś same przyszły na świat, żeby w wykopanych obszernych jamach o średnicy ok. 1 metra i głębokości ok. 60 cm złożyć jaja. Jedna samica składa od 80 do 200 jaj w delikatnych osłonkach. Bywa nieraz, że kilka samic składa jaja do jednej jamy.

## Znaczenie i ochrona
Mięso arrau jest bardzo smaczne i pożywne, zaś z jaj można uzyskać cenny, jadalny olej.
Gatunek Podocnemis expansa wymieniony jest w aneksie B Rozporządzenia Rady (WE) Nr 338/97 w sprawie handlu dzikimi zwierzętami oraz w załączniku II konwencji CITES.